# Quel treno per Yuma (film 1957)
Quel treno per Yuma (3:10 to Yuma) è un film del 1957 diretto da Delmer Daves.
Tratto dal racconto Quel treno per Yuma (Three-Ten to Yuma) di Elmore Leonard, nel 2012 è stato scelto per essere conservato nel National Film Registry della Biblioteca del Congresso degli Stati Uniti d'America.

## Trama
Dan, un allevatore in gravi difficoltà per la siccità, contribuisce alla cattura del bandito Ben Wade ed accetta l'offerta di 200 dollari per scortarlo al carcere di Yuma, ben sapendo che dovrà fronteggiare l'intera banda di Wade che aspetta l'occasione giusta per liberarlo. La suspense cresce in attesa del treno delle 3 e 10 per Yuma e si acuisce il conflitto psicologico tra i due protagonisti.

## Colonna sonora
Il film è accompagnato dalle note della canzone The 3:10 to Yuma, che viene cantata all'inizio e alla fine del film da Frankie Laine.

## Produzione
Insolito ruolo di "cattivo" per Glenn Ford, solitamente impegnato in ruoli positivi; probabilmente la scelta di questo interprete si spiega con il fatto che, nel finale, il personaggio si riscatta con un inatteso gesto cavalleresco.

## Critica
Il film è divenuto un classico del genere western ed ebbe la nomination nel 1957 per il premio della British Academy of Film and Television Arts quale miglior film dell'anno.

## Differenze con il racconto
Nel racconto di Elmore Leonard, i nomi dei protagonisti sono diversi rispetto al film: Ben Wade si chiama Jim Kidd, mentre Dan Evans è Paul Scallen.

## Citazioni
Il film è citato da Adriano Celentano e Renato Pozzetto nel film Lui è peggio di me, nel quale eseguono una canzone omonima. È citato anche nel film del 1980 Arrivano i gatti, con I Gatti di Vicolo Miracoli. Il gruppo, giunto in stazione per lasciare finalmente Verona e tentare la fortuna artistica a Roma, ascolta dagli altoparlanti l'annuncio: "È in partenza dal binario uno il treno delle tre e dieci per Yuma".
Il film viene citato anche nella canzone "Mariù" di Roberto Vecchioni.

## Remake
Nel 2007 ne è stato realizzato un remake con il medesimo titolo, diretto dal regista James Mangold.